# Abd Allah bin Muhammad Al ash-Sheikh
Abd Allah bin Muhammad Al ash-Sheikh (in arabo عبد الله بن محمد آل الشيخ‎?; Dirʿiyya, 1948) è un giurista e politico saudita, dal 2009 presidente dell'Assemblea Consultiva dell'Arabia Saudita.

## Provenienza e formazione
Abd Allah bin Muhammad Al ash-Sheikh è membro della celebre famiglia di studiosi religiosi sauditi, gli Al ash-Sheikh. È nato a Dirʿiyya nel 1948 ed è stato educato da suo padre, Muhammad bin Ibrahim, già Gran Mufti dell'Arabia Saudita. Ha inoltre studiato l'interpretazione dei principi del Corano e la giurisprudenza con lo Sceicco Abdulrazaq Afifi. Ha frequentato il Collegio della Shari'a di Riad (in seguito ribattezzata come Università Islamica Imam Muhammad ibn Sa'ud) e ha conseguito una laurea in shari'a nel 1975. Ha poi studiato la stessa disciplina all'Università al-Azhar de Il Cairo ed è tornato in Arabia Saudita per ottenere un dottorato in fiqh nel 1987 presso l'Università Islamica Imam Muhammad ibn Sa'ud.

## Carriera
Dopo aver ottenuto il dottorato, Al ash-Sheikh è diventato docente e professore nel Collegio della Shari'a dell'Università Islamica Imam Muhammad ibn Sa'ud fino alla sua nomina a ministro della giustizia nel novembre 1992. In questo incarico ha sostituito Muhammad Al Jubair. Su istruzione del re, ha redatto la legge giudiziaria del 2007. Questa riforma prevedeva la creazione di tribunali specializzati per operare in parallelo con i tradizionali tribunali della Shari'a, in particolare nelle aree di contenzioso commerciale. In effetti, la riforma consente, in alcuni casi, di essere giudicati senza fare riferimento alla legge islamica. Un altro aspetto importante della riforma è stata la creazione di una Corte Suprema. Le leggi che riguardano le riforme giudiziarie sono state approvate nell'ottobre 2007, ma l'attuazione è stata lenta.
Nel luglio 2008 Al ash-Sheikh ha annunciato di aver presentato al sovrano un piano d'azione per le riforme giudiziarie, ma era stato fatto poco quando è stato annunciato nel 2009 che avrebbe concluso il mandato di ministro della giustizia in un importante rimpasto di governo. Il 14 febbraio 2009 è stato sostituito da Muhammad bin Abdul Karim Issa. È stato riferito che l'obiettivo di questo rimpasto era di sostituire gli storici membri conservatori con candidati progressisti più giovani. È stato anche riferito che era uno dei conservatori nel precedente governo.
In seguito, nel 2009, è stato nominato presidente dell'Assemblea Consultiva dell'Arabia Saudita.

## Altri incarichi
È membro del Consiglio superiore degli ulema e del Consiglio supremo per gli affari islamici.

## Vita personale
Abd Allah bin Muhammad è sposato e ha cinque figli.